# Quintus Petilius Secundus

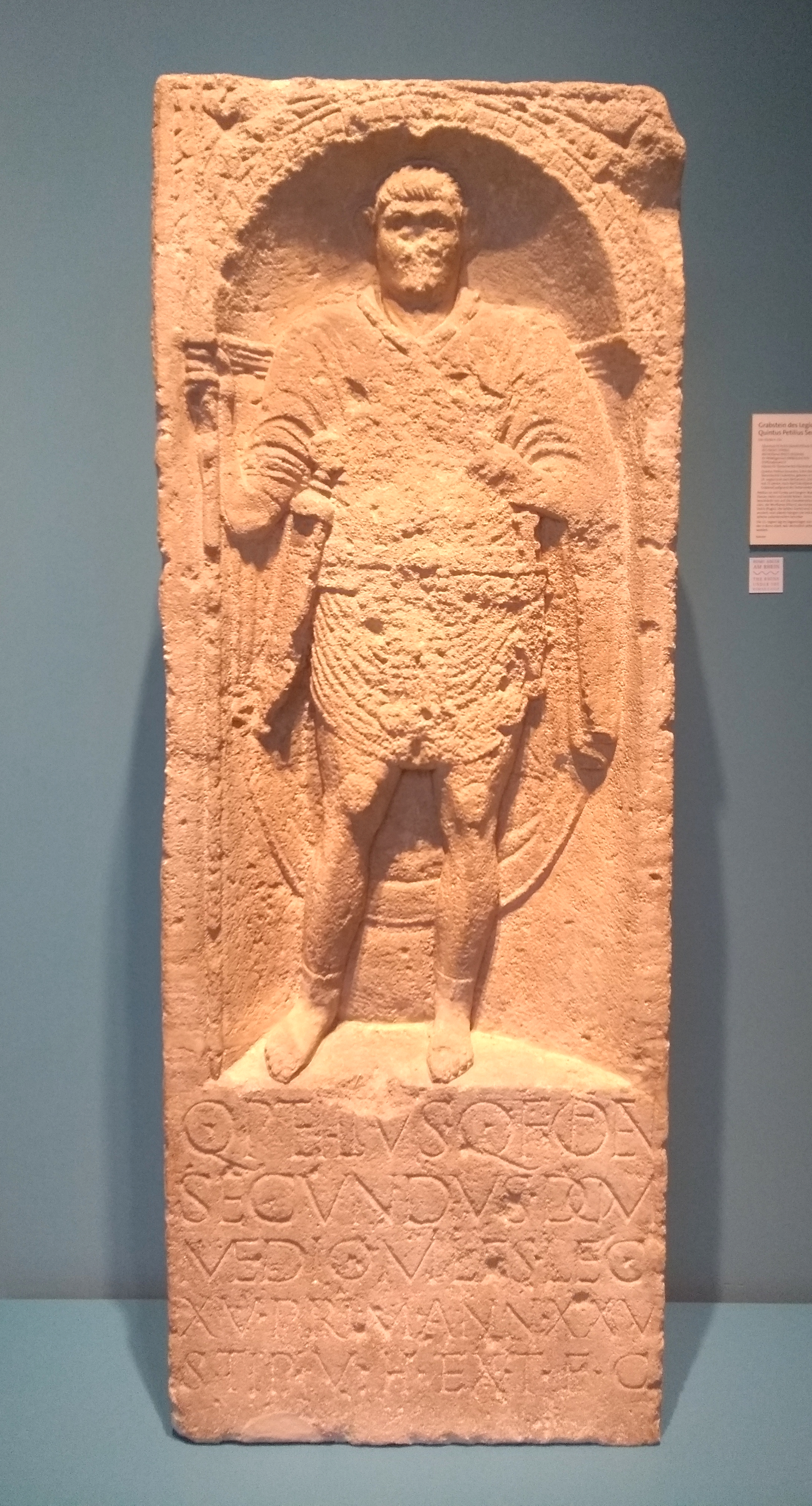
Grabstein des Quintus Petilius Secundus

Quintus Petilius Secundus war ein römischer Legionär. Er wurde vermutlich um 40 n. Chr. (oder etwas früher) in Mediolanum (dem heutigen Mailand) geboren und starb mit 25 Jahren im Castra Bonnensia, dem Legionslager auf dem Gebiet des heutigen Bonn.

## Lebenslauf
Quintus Petilius Secundus, Sohn des Quintus Petilius, stammte vermutlich aus Mediolanum und gehörte zum Stimmbezirk (Tribus) Oufentina. Petilius war Soldat der Legio XV Primigenia, die im Jahr 39 aufgestellt worden war, nach einem vierjährigen Zwischenaufenthalt in Mogontiacum (Mainz-Weisenau) im Jahr 43 ihr Stammquartier in Vetera (beim heutigen Xanten) bezogen hatte und dort vermutlich im Jahr 70 aufgelöst wurde. Möglicherweise zur Durchführung von Baumaßnahmen wurde Q. Petilius Secundus von Vetera in das Legionslager Bonn abkommandiert. Er starb dort im Alter von 25 Jahren, nachdem er fünf Dienstjahre abgeleistet hatte. Sein Erbe ließ für Petilius einen Grabstein aufgrund des Testamentes anfertigen.

## Grabstein
Der Grabstein, der an Quintus Petilius Secundus erinnert, wurde 1755 im Kurfürstlichen Schloss, der heutigen Universität, in Bonn gefunden. Er ist im Rheinischen Landesmuseum und – als Kopie – in der „römischen Straße“ in der Rheinaue in Bonn zu sehen.
Die Stele deutet die Nische eines Grabbaues an. Die Halbkuppel ist durch ein Profil vom Unterbau abgesetzt, die Zwickel über dem mit Vierecken geschmückten Nischenbogen tragen ein Akanthusornament.
Der Grabstein wurde generell als neronisch, von Gerhard Bauchhenß als spätclaudisch-frühneronisch datiert.

### Kleidung und Ausrüstung
In der Nische steht der verstorbene Legionär in Waffen, aber ohne Panzer, Helm und Schild. Er trägt über der kurzen Tunika einen im Rücken tief herabhängenden Mantel (paenula). Seine Ausrüstung beschränkt sich auf die charakteristische Wurflanze (pilum), das Kurzschwert (gladius) und den Dolch (pugio). Die beiden Koppel (cingulum militare) sind mit eckigen Metallbeschlägen verziert. Vom oberen Koppel hängen in der Mitte vier mit Metallanhängern versehene Lederriemchen herunter.
Die Geste der linken Hand lässt sich als Griff in die Falten des Mantels oder als das Halten eines Gegenstandes, beispielsweise einer Schriftrolle, deuten.

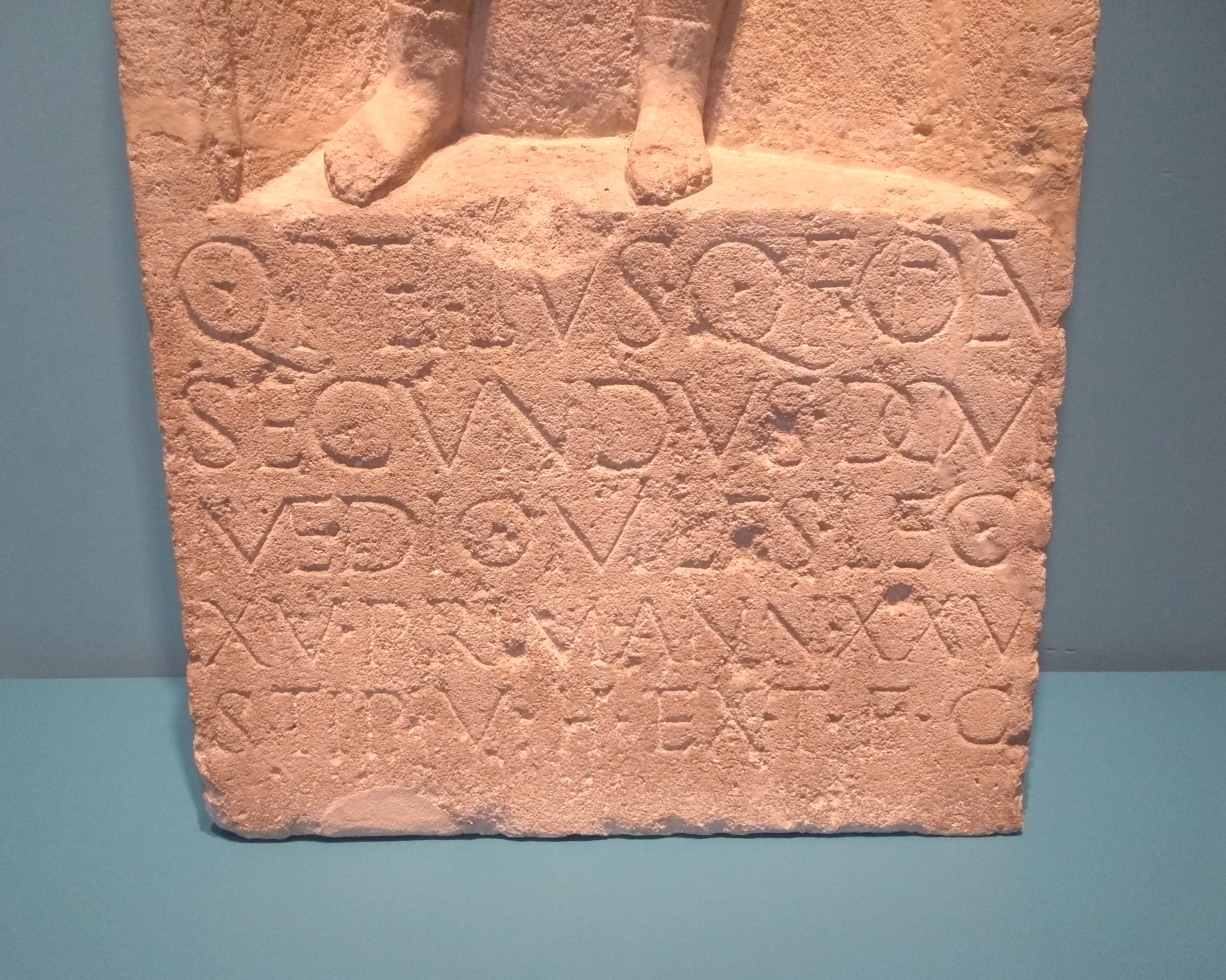
Detail des Grabsteins mit der Inschrift

### Inschrift
Die Inschrift auf ungerahmter Fläche unter dem Relief lautet:
Q(uintus) PETILIVS Q(uinti)F(ilius) O(u)FEN(tina tribu)
SECVNDVS DOM(o)
MEDIO(lano)MILES LEG(ionis)
XV PRIM(igeniae) ANN(oruum) XXV
STIP(endiorum) V
H(eres) ex T(estamentum) F(aciendum) C(uravit)
Deutsche Übersetzung des lateinischen Textes:
Quintus Petilius Secundus, Sohn des Quintus, aus dem Stimmbezirk Oufentina
beheimatet in Mailand 
Soldat der Legio XV Primigenia (starb) mit 25 Jahren
nach 5 Dienstjahren.
Der Erbe hat (das Grab) aufgrund des Testamentes anfertigen lassen.